# Unió Democristiana (Ucraïna)
La Unió Democristiana (ucraïnès Християнсько-демократичний союз, Khrystiyansko Demokratichnyj Soyuz, KDS) és un partit polític d'Ucraïna d'orientació democristiana. Està negociant el seu ingrés al Partit Popular Europeu.

## Història
La Unió Democristiana va ser creada el 8 de febrer de 1997 a Kíev per tal de promoure les idees de la democràcia cristiana europea a Ucraïna. A les eleccions al Parlament d'Ucraïna de 1998 va formar part del Bloc Electoral Endavant Ucraïna (Виборчий блок партій "Вперед, Україно!") i nomé va obtenir un escó (mandat de circumscripció única).
El març de 2002 va aliar-se amb la Nostra Ucraïna, encapçalada per l'actual president d'Ucraïna, Viktor Iúsxenko, va guanyar les eleccions al Parlament d'Ucraïna de 2002. El 2 de desembre de 2002, a Atenes, es va convertir en membre de la Internacional Demòcrata de Centre.
En el 4t Congrés de la UDC el 2003 algunes organitzacions regionals de tres partits units amb ell (Partit Demòcrata Cristià d'Ucraïna, Partit Demòcrata Cristià Ucraïnès i Unió Panucraïnesa de Cristians), per formar la nova base del partit. Un conegut advocat ucraïnès, Volodymyr Stretovych es va convertir en president.
A les eleccions al Parlament d'Ucraïna de 2006 va formar part de l'aliança la Nostra Ucraïna. Però tot i formar part de l'aliança governamental no va rebre ministeris en els governs de Iúlia Timoixenko ni de Yuri Yekhanurov. A les eleccions al Parlament d'Ucraïna de 2007, el partit va ser formar novament part de l'aliança la Nostra Ucraïna, que va guanyar 72 dels 450 escons.

## Ideari del partit
En economia el partit dona suport a un mercat lliure basat en la propietat privada i la competència honesta, però també amb una regulació social activa de l'economia. En política social defensa el dret a l'educació i la sanitat gratuïtes, en direcció a ajudar els necessitats. En política internacional, defensa l'ingrés d'Ucraïna a la Unió Europea i l'OTAN.